# Larix lubarskii
Larix lubarskii là một loài thực vật hạt trần trong họ Thông. Loài này được Sukacz. miêu tả khoa học đầu tiên.